# Eucnephalia gonoides
Eucnephalia gonoides là một loài ruồi trong họ Tachinidae.